# بونانزا ماونتین استیتس (کلرادو)
بونانزا ماونتین استیتس (به انگلیسی: Bonanza Mountain Estates) یک منطقهٔ مسکونی در ایالات متحده آمریکا است که در شهرستان بولدر، کلرادو واقع شده‌است. بونانزا ماونتین استیتس ۰٫۴ کیلومتر مربع مساحت و ۱۲۸ نفر جمعیت دارد و ۲٬۵۷۵٫۵۹ متر بالاتر از سطح دریا واقع شده‌است.